# 加賀七宝
加賀七宝（かがしっぽう）は、加賀伝統の七宝。

## 歴史
江戸時代中期、加賀藩では釘隠や引手等の金具類に盛んに七宝が施された。
その技法は、鎚起しで全体の形を作り葉脈や鳥の羽の筋を彫り窪め、そこに七宝を施すなど、
高度な金工技術を駆使した象嵌七宝が主流であった。
5代藩主前田綱紀が、将軍徳川綱吉を迎えるに当たり建立した御成御殿にて使用された釘隠し（七宝花籠釘隠、七宝鳥籠釘隠など）は、代表的な作品である。
一連の七宝作品は前田綱紀が収集分類した工芸品のコレクション百工比照の中にまとめられており、重要文化財に指定されている。
その籠に施された各種文様の毛彫り・魚子地・墨指しなどは極めて精巧なもので、
使用された釉薬は濁ったもので、透明感もほとんど無く、洗練されたものではなかったが、
全体的にはそれを補って余りある華やかな意匠を示している。
この頃の年表である『参議公年表』によれば、工事を担った職人の中に飾方として、松井弥七郎、鉢阿弥源四郎、丹阿弥源四郎、錺屋清左衛門の名があり、釘隠の製作などへの関与が推測されている。
天保から安政の間には、桃山時代から明治時代まで続いた平田派の七宝師春寛が加賀大聖寺に住み活躍した。
その後、文久3年（1863年）には、加賀藩13代藩主前田斉泰により成巽閣が建築されており、その謁見の間には象嵌七宝の釘隠しが飾られている。

## 重要文化財
- 百工比照「七宝花籠釘隠」
- 百工比照「七宝鳥籠釘隠」
- 百工比照「七宝虫籠釘隠」
- 成巽閣 謁見の間「花文釘隠」